# بیر باتل کراسینگ (آیداهو)
بیر باتل کراسینگ (به انگلیسی: Beer Bottle Crossing) یک منطقهٔ مسکونی در ایالات متحده آمریکا است که در شهرستان آدامز، آیداهو واقع شده‌است. بیر باتل کراسینگ ۱٬۸۸۸٫۸۷ متر بالاتر از سطح دریا واقع شده‌است.